# Championnat d'Australie de football 2005-2006
Navigation
Saison suivante
La saison 2005-2006 du Championnat d'Australie de football est la 30e édition du championnat de première division en Australie et la 1re édition sous l'appellation A-League. 
La A-League regroupe sept clubs du pays (plus une formation néo-zélandaise, les New Zealand Knights FC) au sein d'une poule unique, où ils s'affrontent trois fois au cours de la saison. À la fin de la compétition, les quatre premiers du classement disputent la phase finale pour le titre. Le championnat fonctionne avec un système de franchises, comme en Nouvelle-Zélande ou en Major League Soccer ; il n'y a donc ni promotion, ni relégation en fin de saison.
C'est le Sydney FC qui remporte la compétition après avoir battu lors de la finale nationale le club de Central Coast Mariners FC. C'est le tout premier titre de champion d'Australie de l'histoire du club, fondé deux ans plus tôt. Le Sydney FC se qualifie du même coup pour la prochaine Ligue des champions de l'AFC 2007, tout comme Adelaide United FC, qui avait terminé en tête du classement à l'issue de la saison régulière.

## Les 8 clubs participants
| Club                   | Ville     | État                   | Entraîneur        | Stade                   | Capacité |
| ---------------------- | --------- | ---------------------- | ----------------- | ----------------------- | -------- |
| Adélaïde United        | Adélaïde  | Australie-Méridionale  | John Kosmina      | Hindmarsh Stadium       | 17 000   |
| Central Coast Mariners | Gosford   | Nouvelle-Galles du Sud | Lawrie McKinna    | Central Coast Stadium   | 20 119   |
| Melbourne Victory      | Melbourne | Victoria               | Ernie Merrick     | Olympic Park Stadium    | 18 500   |
| Newcastle United Jets  | Newcastle | Nouvelle-Galles du Sud | Richard Money     | EnergyAustralia Stadium | 26 164   |
| Queensland Roar        | Brisbane  | Queensland             | Miron Bleiberg    | Suncorp Stadium         | 52 500   |
| Perth Glory            | Perth     | Australie-Occidentale  | Alan Vest         | Perth Oval              | 20 500   |
| Sydney FC              | Sydney    | Nouvelle-Galles du Sud | Pierre Littbarski | Sydney Football Stadium | 45 500   |
| New Zealand Knights    | Auckland  | Nouvelle-Zélande       | John Adshead      | North Harbour Stadium   | 25 000   |

## Tournoi qualificatif pour la Ligue des champions d'Océanie
Le championnat australien n'a pas été disputé la saison dernière afin de pouvoir mettre en place la nouvelle A-League cette saison. Pour déterminer le club qui va représenter le pays lors de la prochaine Coupe des champions d'Océanie, un tournoi à élimination directe est organisé entre les sept franchises (australiennes) de la Ligue. En tant que derniers vainqueurs de la défunte NSL (National Soccer League), le club de Perth Glory est directement qualifié pour les demi-finales.
|  | Quarts de finale              | Quarts de finale              | Quarts de finale          | Quarts de finale          |                           |                           | Demi-finales | Demi-finales | Demi-finales | Demi-finales |  |  | Finale | Finale | Finale | Finale |
|  |                               |                               |                           |                           |                           |                           |              |              |              |              |  |  |        |        |        |        |
|  |                               |                               |                           |                           |                           |                           |              |              |              |              |  |  |        |        |        |        |
|  |                               |                               |                           |                           |                           |                           |              |              |              |              |  |  |        |        |        |        |
|  | Perth Glory                   |                               |                           |                           |                           |                           |              |              |              |              |  |  |        |        |        |        |
|  |                               |                               |                           |                           |                           |                           |              |              |              |              |  |  |        |        |        |        |
|  | exempt                        |                               |                           |                           |                           |                           |              |              |              |              |  |  |        |        |        |        |
|  | Perth Glory                   | Perth Glory                   | 1                         | 1                         |                           |                           |              |              |              |              |  |  |        |        |        |        |
|  | Perth Glory                   | Perth Glory                   | 1                         | 1                         |                           |                           |              |              |              |              |  |  |        |        |        |        |
|  |                               |                               | Sydney FC                 | Sydney FC                 | 2                         | 2                         |              |              |              |              |  |  |        |        |        |        |
|  | Sydney FC                     | Sydney FC                     | Sydney FC                 | Sydney FC                 | 2                         | 2                         | 3            | 3            |              |              |  |  |        |        |        |        |
|  | Sydney FC                     | Sydney FC                     |                           |                           |                           |                           |              | 3            |              |              |  |  |        |        |        |        |
|  | Queensland Roar               | Queensland Roar               | 0                         | 0                         |                           |                           |              |              |              |              |  |  |        |        |        |        |
|  | Queensland Roar               | Queensland Roar               | 0                         | 0                         | Sydney FC                 | Sydney FC                 | 1            | 1            |              |              |  |  |        |        |        |        |
|  |                               |                               |                           |                           | Sydney FC                 | Sydney FC                 | 1            | 1            |              |              |  |  |        |        |        |        |
|  |                               |                               | Central Coast Mariners FC | Central Coast Mariners FC | 0                         | 0                         |              |              |              |              |  |  |        |        |        |        |
|  | Central Coast Mariners FC tab | Central Coast Mariners FC tab | Central Coast Mariners FC | Central Coast Mariners FC | 0                         | 0                         | 0 (4)        | 0 (4)        |              |              |  |  |        |        |        |        |
|  | Central Coast Mariners FC tab | Central Coast Mariners FC tab |                           |                           |                           |                           |              |              |              |              |  |  |        |        |        |        |
|  | Newcastle Jets                | Newcastle Jets                | 0 (2)                     | 0 (2)                     |                           |                           |              |              |              |              |  |  |        |        |        |        |
|  | Newcastle Jets                | Newcastle Jets                | 0 (2)                     | 0 (2)                     | Central Coast Mariners FC | Central Coast Mariners FC | 4            | 4            |              |              |  |  |        |        |        |        |
|  |                               |                               |                           |                           | Central Coast Mariners FC | Central Coast Mariners FC | 4            | 4            |              |              |  |  |        |        |        |        |
|  |                               |                               | Adelaide United           | Adelaide United           | 0                         | 0                         |              |              |              |              |  |  |        |        |        |        |
|  | Adelaide United tab           | Adelaide United tab           | Adelaide United           | Adelaide United           | 0                         | 0                         | 0 (4)        | 0 (4)        |              |              |  |  |        |        |        |        |
|  | Adelaide United tab           | Adelaide United tab           |                           |                           |                           |                           |              | 0 (4)        |              |              |  |  |        |        |        |        |
|  | Melbourne Victory             | Melbourne Victory             | 0 (1)                     | 0 (1)                     |                           |                           |              |              |              |              |  |  |        |        |        |        |
|  | Melbourne Victory             | Melbourne Victory             | 0 (1)                     | 0 (1)                     |                           |                           |              |              |              |              |  |  |        |        |        |        |
|  |                               |                               |                           |                           |                           |                           |              |              |              |              |  |  |        |        |        |        |

- Le Sydney FC se qualifie pour la Coupe des champions d'Océanie 2005, qui est la dernière édition à se disputer avec un représentant australien.

## Classement

### Première phase
Le barème utilisé pour établir le classement est le suivant :
- Victoire : 3 points
- Match nul : 1 point
- Défaite : 0 point

| Rang | Équipe                 | Pts | J  | G  | N | P  | Bp | Bc | Diff |
| ---- | ---------------------- | --- | -- | -- | - | -- | -- | -- | ---- |
| 1    | Adélaïde United        | 43  | 21 | 13 | 4 | 4  | 35 | 25 | +10  |
| 2    | Sydney FC              | 36  | 21 | 10 | 6 | 5  | 35 | 28 | +7   |
| 3    | Central Coast Mariners | 32  | 21 | 8  | 8 | 5  | 33 | 28 | +5   |
| 4    | Newcastle United Jets  | 31  | 21 | 9  | 4 | 8  | 27 | 29 | -2   |
| 5    | Perth Glory            | 29  | 21 | 8  | 5 | 8  | 34 | 29 | +5   |
| 6    | Queensland Roar        | 28  | 21 | 7  | 7 | 7  | 27 | 22 | +5   |
| 7    | Melbourne Victory      | 26  | 21 | 7  | 5 | 9  | 26 | 24 | +2   |
| 8    | New Zealand Knights    | 6   | 21 | 1  | 3 | 17 | 15 | 47 | -32  |

|  | Qualification pour la Ligue des champions 2007 et la phase finale |
|  | Qualification pour la phase finale                                |
|  | T : Tenant du titre                                               |

### Phase finale

#### Premier tour
| Équipe 1                  | Résultat | Équipe 2                 | Aller | Retour |
| ------------------------- | -------- | ------------------------ | ----- | ------ |
| Adelaide United           | 3 - 4    | Sydney FC                | 2 - 2 | 1 - 2  |
| Central Coast Mariners FC | 2 - 1    | Newcastle United Jets FC | 1 - 0 | 1 - 1  |

#### Demi-finales
| Équipe 1        | Résultat | Équipe 2                  |
| --------------- | -------- | ------------------------- |
| Adelaide United | 0 -1     | Central Coast Mariners FC |

#### Finale
| Équipe 1  | Résultat | Équipe 2                  |
| --------- | -------- | ------------------------- |
| Sydney FC | 1 - 0    | Central Coast Mariners FC |

## Bilan de la saison
| Championnat d'Australie de football 2005-2006                        |                       |
| Champion                                                             | Sydney FC (1er titre) |
| Qualifications continentales                                         |                       |
| Ligue des champions de l'AFC 2007                                    | Sydney FC             |
| Ligue des champions de l'AFC 2007                                    | Adelaide United FC    |
| Promotions et relégations                                            |                       |
| Promus en Championnat d'Australie de football                        | Aucun                 |
| Relégués en Championnat d'Australie de football de deuxième division | Aucun                 |

## Statistiques

### Meilleurs buteurs
| Rang | Buteurs           | Clubs                  | Nb de Buts |
| ---- | ----------------- | ---------------------- | ---------- |
| 1    | Alex Brosque      | Queensland Roar        | 8          |
| 1    | Bobby Despotovski | Perth Glory            | 8          |
| 1    | Archie Thompson   | Melbourne Victory      | 8          |
| 1    | Stewart Petrie    | Central Coast Mariners | 8          |
| 2    | Alex Brosque      | Queensland Roar        | 7          |
| 2    | Carl Veart        | Adélaïde United        | 7          |
| 2    | Dean Heffernan    | Central Coast Mariners | 7          |
| 2    | Dwight Yorke      | Sydney FC              | 7          |
| 2    | Ante Milicic      | Newcastle United Jets  | 7          |
| 2    | Sasho Petrovski   | Sydney FC              | 7          |
| 2    | Damian Mori       | Perth Glory            | 7          |

### Meilleurs passeurs
| Rang | Joueurs          | Club                   | Passes |
| ---- | ---------------- | ---------------------- | ------ |
| 1    | Alex Brosque     | Queensland Roar        | 6      |
| 1    | David Carney     | Sydney FC              | 6      |
| 1    | Nick Carle       | Newcastle United Jets  | 6      |
| 1    | Qu Shengqing     | Adélaïde United        | 6      |
| 1    | Tom Pondeljak    | Central Coast Mariners | 6      |
| 2    | Dwight Yorke     | Sydney FC              | 5      |
| 2    | Kristian Sarkies | Melbourne Victory      | 5      |
| 2    | Sasho Petrovski  | Sydney FC              | 5      |
| 3    | André Gumprecht  | Central Coast Mariners | 4      |
| 3    | Carl Veart       | Adélaïde United        | 4      |

### Meilleurs joueur, espoir, gardien et entraîneur
| Meilleur joueur   | Meilleur joueur | Meilleur espoir | Meilleur espoir | Meilleur gardien | Meilleur gardien | Meilleur entraîneur | Meilleur entraîneur    |
| ----------------- | --------------- | --------------- | --------------- | ---------------- | ---------------- | ------------------- | ---------------------- |
| Bobby Despotovski | Perth Glory     | Nick Ward       | Perth Glory     | Clint Bolton     | Sydney FC        | Lawrie McKinna      | Central Coast Mariners |